# Eurybates (Herold des Odysseus)
Eurybates (altgriechisch Εὐρυβάτης Eurybátēs) ist eine Gestalt der griechischen Mythologie.
Er ist der hässliche, aber fügsame und vor allem kluge Herold des Odysseus, den er in den Trojanischen Krieg begleitet, um seine von Odysseus sehr geschätzten Herolddienste zu leisten. Laut Odyssee hatte er runde Schultern, dunkle Haut und wolliges Haar (γυρὸς ἐν ὤμοισιν, μελανόχροος, οὐλοκάρηνος gyròs en ṓmoisin, melanóchroos, oulokárēnos).
Pausanias berichtet von einer von Polygnotos gemalten Darstellung des Eurybates in der Lesche der Knidier.

## Eponyme
1991 wurde der Jupiter-Trojaner (3548) Eurybates nach ihm benannt.